# انتخابات الرئاسة البنمية 1918
انتخابات الرئاسة البنمية 1918 هي الانتخابات الرئاسية التي جرت في 1918، فاز بالانتخابات بيليساريو بوراس باراهونا.